# 구로코마촌
구로코마촌(黒駒村)은 일본 야마나시현 히가시야쓰시로군에 설치되었던 촌이다. 현재의 후에후키시의 남동부에 해당한다.